# Sarcopetalum
Sarcopetalum es un género con una especies de plantas de flores perteneciente a la familia Menispermaceae. Nativo  de Australia.

## Especies seleccionadas
| - Sarcopetalum harveyanum F.Muell. |